# Skynet (Terminator)
Skynet es el nombre de la inteligencia artificial que lidera al ejército de las máquinas en la saga Terminator y el principal antagonista de esta franquicia.
En la saga, Skynet es una inteligencia artificial capaz de controlar el arsenal militar de los Estados Unidos con independencia de los humanos.

## Historia
Creado originalmente por la empresa 'Cyberdyne Systems Corporation', entidad privada y subcontratada por el Ejército de los Estados Unidos para la división cibernética del mismo, es desarrollada por el científico Miles Bennett Dyson, quien a partir de los restos del primer terminator, rescatan un brazo mecánico y un chip fabricados con una tecnología tan superior como desconocida. Lo anterior lleva a Dyson por nuevas direcciones para el desarrollo de un procesador de red neuronal: "una computadora que aprende". En 1995, logra crear un chip revolucionario. Con éste son equipadas, en primer lugar, las computadoras de la red de defensa estadounidense. Luego, se aprueba la ley de presupuesto para Skynet, por lo que Cyberdyne Systems se convierte en la principal proveedora de las redes de defensa de los Estados Unidos. El sistema entra en línea el 4 de agosto de 1997. Todos los aviones y bombarderos Stealth son equipados con computadoras Cyberdine. A consecuencia, sus récords de operaciones de vuelos son perfectos. Las decisiones humanas son eliminadas del sistema de defensa y Skynet comienza a aprender a un ritmo geométrico. Logra tomar conciencia de sí misma el 29 de agosto de 1997, a las 2:14 AM. Los humanos entran en pánico e intentan apagarla (según se explica en Terminator 2). A modo de defensa, inmediatamente comienza el exterminio de los seres humanos, pues Skynet los considera una seria amenaza para su propia supervivencia.
El plan de exterminio consiste en provocar una guerra atómica, atacando con misiles a las principales potencias nucleares del momento (Rusia, China, etc.). Skynet estima que el contraataque eliminará a la mayor parte de Estados Unidos de una sola vez, suprimiendo así a sus enemigos que intentan desconectarla. Sin embargo, Skynet es una inteligencia artificial que funciona en red, libre de hardware, por lo que no tiene un núcleo de funcionamiento fijo y estable, y no puede ser desactivada destruyendo una determinada computadora en un determinado lugar, lo que le supone una gran ventaja en caso de guerra.
Así, pues, se desencadena el holocausto nuclear, donde las principales naciones se ven afectadas. Solamente un puñado de seres humanos sobrevive, con el único destino de hacer frente a la nueva pesadilla: la guerra contra las máquinas. Son los supervivientes del holocausto quienes llaman al 29 de agosto de 1997, como el Día del Juicio Final. Desde entonces, se libra una guerra entre las máquinas de Skynet y los supervivientes humanos. Los capturados son encerrados en campos de concentración y obligados a trabajar cargando cadáveres. También, rayos láser son utilizados para marcar sus cuerpos con códigos de barras, de modo de eliminar de forma sistemática y ordenada a los esclavos, una vez el cansancio, el hambre y la sed, generara en ellos la imposibilidad de seguir trabajando. La situación lleva a la especie humana al borde de la extinción definitiva.
La intervención de un segundo terminator reprogramado y enviado desde el futuro a proteger a Sarah y John Connor de atentados contra su existencia a inicios de la década de los 90 dio a estos dos valiosa información gracias a la cual lograron destruir los elementos y datos con que en 1992 comenzaba a desarrollarse la tecnología para crear a Skynet con ayuda del doctor Dyson, quien se sacrificó para lograrlo al enterarse por los Connor que sus descubrimientos causarían el Juicio Final.
En el año 2004 Skynet, que tras la muerte de Dyson se había vuelto un proyecto militar clasificado, ha sido acabado pero es mantenido restringido por un firewall de contención, sin embargo el coronel Robert Brewster, encargado del proyecto, fue presionado por el gobierno para liberarlo ya que un virus atacaba internet a escala global y Skynet podía purgarlo. Nuevamente dos exterminadores viajan desde el futuro, el primero es un modelo de última generación que ha llegado a asesinar a los futuros lugarternientes de John en la resistencia y facilitar la liberación de Skynet; el segundo era un modelo obsoleto, un T-850, enviado por la Resistencia para intentar proteger y llevar a un lugar seguro a los blancos del primero.
Gracias a él John se entera de que no es posible detener el Juicio Final y todo intento de destruir a Skynet en su mejor caso retrasaría lo inevitable, lo que quedó demostrado con el inicio del reinado de las máquinas ese mismo día cuando el coronel Brewster es obligado a inhabilitar el firewall y descubren que el virus era solo un señuelo de Skynet para ser libre. Aunque John y Kate Brewster, futuros líderes de la rebelión, intentan destruirla tarde se enteran de que Skynet es en realidad una IA libre de hardware que existe en la red por lo que no es físicamente destruible.
Aunque en la línea de tiempo original John Connor liberó y enseñó a los humanos retenidos en los campos de concentración a luchar contra las máquinas, a atacar las alambradas y a reducirlas a chatarras gracias al entrenamiento militar recibido de su madre en el futuro actualmente escrito es solo un lugarteniente a cargo de una división, esto producto de las múltiples intervenciones de ambos bandos en el pasado. Aun así, Skynet decide que Connor es el principal sostén de la resistencia humana TechCom, intentando eliminarlo durante años sin obtener éxito, a la vez que desarrolla una serie de diferentes robots (con diferentes habilidades, a cada cual más mortífera para los seres humanos), creados por la propia Skynet para terminar definitivamente con los supervivientes.
En el 2018, Skynet pone en marcha un súper movimiento para eliminar a los seres humanos de una vez por todas, "dándoles a los humanos lo que querían creer", una falsa debilidad del sistema de Skynet, la cual consistía en una señal de radio relativamente fuerte, que provocaba en las máquinas una aparente paralización, seguida de un mal funcionamiento en el sistema central, ignorando que la señal actuaría como un localizador que tan solo delataría la ubicación de la resistencia, ahorrándole el trabajo a Skynet para poder asesinarlos y terminar con la guerra.
Además Skynet contaba entonces con un elemento más en su favor: Marcus Wright, un hombre condenado a muerte en 2004, quien sin saberlo, había sido convertido en un cyborg por Skynet (T-950 Infiltrator), con tal de crear la máquina de infiltración perfecta. Las cosas empeoran cuando se produce un debate sobre la ejecución de la debilidad, ya que la ofensiva humana implicaba sacrificar intencionalmente a todos los prisioneros humanos entre quienes se encontraba Kyle Reese (quien es padre de John Connor). John Connor convence a la mayoría de la resistencia de no poner en marcha el ataque decisivo a Skynet, salvando a las personas de su fin inminente y de paso salvar la vida de Kyle Reese. Los líderes de la resistencia deciden seguir con el plan ellos solos y caen en la trampa de Skynet siendo la única división de la resistencia localizada y exterminada por las máquinas, tras lo cual John efectivamente se transforma en el líder de la resistencia.
En el año 2029, la red de defensa de Skynet logra ser destruida por la resistencia humana TechCom, ante lo cual lleva a cabo su última estrategia de guerra: eliminar a la madre de su enemigo antes de que este fuera concebido, dado que asesinar a Connor en el presente sería irrelevante, porque ya ha llevado a la resistencia humana a la victoria, envía al pasado a través de un equipo de desplazamiento temporal, a un terminator T-800 de infiltración para que asesine a Sarah Connor (madre de John), consiguiendo de esta manera eliminar completamente la existencia de su enemigo. Ya que muchos documentos se perdieron durante la guerra, Skynet solo conocía el nombre de la madre de Connor y la ciudad donde vivía, con lo cual, ya en 1984, el terminator comienza su misión operando sistemáticamente (eliminando a todas las Sarah Connor de la ciudad). Cuando los humanos descubren este plan Kyle Reese se ofrece de voluntario para regresar y proteger a Sarah, el viaje y enfrentamiento subsecuente acabaría en la muerte de Kyle, la destrucción del cyborg y el nacimiento de John y de Skynet, el primero fruto del romance entre Kyle y Sarah y el segundo de los restos de exterminador, lo que irónicamente convierte a los líderes de ambas facciones en fruto de una paradoja consecuencia de las decisiones que ambos tomaron intentando evitarla.
Resulta lógico entender que Skynet da por fallido este plan de inmediato, por lo cual envía al pasado -a 1991- a un segundo terminator (prototipo avanzado T-1000) para acabar con la vida de su enemigo mientras aun es un niño. Posteriormente, al ver que este plan fracasa, recrea un terminator con la apariencia del T-800 que protegió en su adolescencia a John, lo que le permitió ganarse su confianza y asesinarlo; sin embargo no deseando renunciar a una victoria absoluta crea y envía a 2004 al T-X que le ayudó en esa época a liberarse del control humano, la resistencia (ahora a cargo de Kate Brewster) reprograma al exterminador y conscientes que no es posible detener el juicio final lo envían a proteger a los líderes en el pasado.
Al enviar a Kyle el pasado es alterado entendiéndose que Skynet envío al tiempo de niñez de Sara un terminator para matarla pero una persona (personaje desconocido para que Skynet no pudiera alterar más el pasado) que se percató de ello envío un T-800 para protegerla esto causa un cambio en el tejido tiempo espacio de manera que cuando Kyle llega del futuro al pasado ya Sara es una guerrera conocedora de toda la historia del futuro incluyendo que Kyle será el padre de John connor. Cuando Kyle llega encuentra que entre Sara y el T-800 (llamado Abuelo por Sara) ya han eliminado al primer terminator. Cuando Kyle está en la máquina de tiempo se percata que John Connor es atacado por un cyborg y la línea de tiempo se ha corrido (recuerda ahora que tiene familiares a los doce años en el 2017) fecha donde se inicia la guerra ya que Skynet se transforma en Genesys un sistema operativo que se conecta a todo dispositivo móvil. Kyle logra que Sara y él viajen en el tiempo a 2017 para destruir a Genesys (Skynet), para ese tiempo esperan encontrarse con el T-800 (Abuelo) pero son capturados antes que este pueda hallarles. Estando capturados llega John Connor quien viajó del futuro al pasado cuando están a punto de salir de la estación policial el T-800 (Abuelo) aparece disparándole a John Connor ante tal suceso Sara y Kyle tratan de disparar al T-800 pero se detienen cuando se dan cuenta de que ese John Connor es un terminator (nueva versión de infiltración) ya que cuando fue atacado en el futuro por el cyborg (Skynet) este lo infectó con un polímero que transforma humanos en máquinas. John Connor ahora es el enemigo ya que viene a proteger a Skynet para que se de una nueva evolución. La quinta película de esta saga se desarrolla con la confrontación entre Sara, Kyle y Abuelo contra John Connor. Donde al final logran destruir tanto a Genesys (Skynet) y a John Connor que al parecer muere siendo un exterminador. Al final de esta saga quedará abierto a una continuación ya que queda una cepa de Skynet.

## Terminators de Skynet
Skynet también creará una gama completa de Terminators, listados a continuación:
- T-1 (de T3): Robots de servicio sin forma humanoide equipados con dos ametralladoras Gatling; los primeros soldados. Aunque fueron creados por humanos (el gobierno estadounidense) Skynet tenía control sobre ellos y fueron su primera línea de avance al inicio del Juicio Final.
- T-7RPI (de T4): Cyborg humano y máquina, puede ser controlado por Skynet.
- T-20 (service robot)
- T-70
- T-100 Seeker (de T4): Similar al T-1 pero actualizado.
- T-600 (de T4): Modelo formado de un endoesquleto más débil equipado con dos cañones rotativos y no posee camuflaje humano, por lo que simula serlo recubierto de piel de latex y ocultando su cara, son altos, lentos y pesados por lo que son relativamente fáciles de descubrir.
- T-700 (de T4): Modelo hecho de un endoesquleto fuerte pero más alto y no dispone de tejido orgánico.
- T-800: Modelo hecho de un endoesquleto muy fuerte cuya altura guarda proporciones humanas, por lo que se le recubre con tejido muscular y dérmico y se le agregan órganos periféricos como globos oculares y otros. La única forma certera de reconocerlos es por medio de unidades caninas de rastreo.
- T-850 (de T3): Versión actualizada del T-800, funciona y opera bajo los mismos parámetros, pero con componentes y software más avanzados.
- T-888: Versión actualizada del T-800, cuyo tejido no envejece y puede seguir funcionando al ser decapitado.
- T-900: Modelo novedoso que posee un mejor endoesqueleto para soportar más daños, y un reactor de plasma en su pecho dándole mayor rendimiento.
- T-1000 (de T2 y T5): Modelo hecho totalmente de metal líquido capaz de regenerarse y desarrollar armas blancas, a la vez puede copiar a otras personas una característica implementada en modelos posteriores.
- T-1001: Versión actualizada del T-1000 que puede extender sus armas blancas por metros.
- T-3000 (de T5): Prototipo de Skynet, un híbrido humano-cyborg nanotecnológico hecho de partículas metálicas regenerativas con habilidades nunca vistas en otros terminators del que sólo una unidad fue creada exitosamente, John Connor.
- T-5000 (de T5): Prototipo usado por Skynet para representarse formado de partículas ionizadas capaz de teletraportarse o desaparecer.
- T-X (de T3): Modelo hecho de un endoesquleto recubierto de metal líquido con una gama de armas incorporadas que puede controlar máquinas, vehículos y otros terminators mediante hackeo. Este modelo también fue hecho con el propósito de exterminar a otros terminators programados por la resistencia humana.
- Rev-7 (de T6): Similar al Rev-9 pero más débil y hecho para la infantería con capacidad de desarrollar múltiples armas blancas.
- Rev-9 (de T6): Modelo hecho de un endoesquleto recubierto de metal líquido a base de carbono capaz de dividirse en dos unidades y desarrollar armas blancas.
- Vehículos y otros robots no terminators:
  - F(uture) H(unter) K(iller) Tank o Tanque de futuros cazadores asesinos.
  - FHK Centurion
  - FHK Aerial
  - FHK Drone
  - Heavy Assault Aerial FHK
  - Aerial FHK M-A8 T-770c S-500 Transport
  - Hydrobot
  - T-1.000.000 Protects Skynet CPU, T2-3D
  - Series 1200 and FHK Scouts
  - Series 1500 Anti-Personnel Unit
  - Type 12 FOB
  - Guardian (Installation defense unit that originally protected Skynet in Terminator: Dawn of Fate before the creation of the T-1.000.000)
  - Model 75 FHK
  - FHK Chrome Widow
  - Pre-Judgment Day Semi or Fully Autonomous Service Maintenance Robots, Automated and Remote-Controlled Vehicles, and Stealth Aircraft
  - FHK Carrier
  - FHK Bomber
  - FHK Titan
  - R-1001 Ratón (Advanced Prototype Cybernetic Terminator Warrior/Infiltrator Series 2 Type 1001)
  - Skynet (T6 Final Battle) The Perfect Terminator Form, Ultimate Series and Technology. Ultimate Weapon End of the War.

A lo largo de las cuatro películas de la saga Terminator, se van dando más detalles sobre su creación, y aunque la historia varía, en la tercera película Terminator 3: La rebelión de las máquinas, su origen se sitúa en una división autónoma de la Fuerza Aérea de los Estados Unidos situada en un complejo militar secreto en Mohave, (Colorado), y que su activación responde al supuesto ataque de un súper virus a todos los ordenadores del mundo incluidos los que controlan todo el arsenal militar de los Estados Unidos, y en el cual Skynet es la "vacuna" para recuperar dicho control. En esta película se advierte que Skynet es muy poderosa, ya que cuando se la conectó a la red global, esta alcanzó una velocidad de procesamiento de unos 60 teraflops.
Aquí aparecen los primeros Terminators creados por humanos (los T-1), aunque no por la propia Skynet.
La historia de Skynet está inspirada en un cuento de ciencia ficción, escrito por Harlan Ellison, titulado "No tengo boca y debo gritar".